# 結頭份社區
結頭份社區位於宜蘭縣員山鄉東部的一個傳統地域名稱，北接同樂村，東接宜蘭市，東南隔宜蘭河接員山村，西臨永和村，西北面為枕山村。

## 歷史
結頭份在日治時期的行政區域名稱為「結頭份庄」，民國39年因行政區域調整，改名為「頭分村」，因此又稱結頭分，代表是第一個被分割出去的，與結頭份原地名的意義相差太遠，居民更認為既少了代表土地的「結」，又少了「人」字邊 的「份」，無法和當地發展歷史連結，並於2012年正名為「結頭份」。

## 社區組織
創立於1993年，由地方志工組成，以發展本地歌仔文化、特色產業、社區治安、人文教育、環境景觀、環保生態為重點，積極投入社區發展營造工作，為創造社區亮點，凝聚社區居民向心力，參與營造員培訓、林務局植樹綠美化、社區林業計畫、農村再生計畫、社區規劃師、低碳示範社區計畫、社造3.0計畫、關懷據點等一系列的課程中，改善及營造社區髒亂點，讓社區歷史與特色重現。

## 社區特色
- 老歌仔：又稱本地歌仔[3]，本地歌仔的源始於結頭份，本地有棵茄冬樹，當地人尊稱為「大樹公」。日治時期，相傳歐來助先生，閒農的時候會在結頭份大樹公自編自唱，以「落地掃」[4][5][6]的表演方式即興演出。[7]

- 李家古井：清朝道光年間開鑿的古井，提供附近居民使用，古井和古厝隨著口的外移跟著荒廢，環境髒亂且雜草叢生。為使擁有百年歷史的建築得以保存，藉由社區團體的規劃與挽起袖子不辭辛勞地逐步整理環境，逐漸將古井與古厝恢復昔日風貌。[8]
- 挽面阿嬤ㄟ結福路：村內有位「挽面阿嬤」，平時會到附近的土地公廟拜拜，但通往土地公廟的路為三十公分的田埂小路，因此社區闢了一條路為結福路，並將土地公廟改名為結福宮。[9]
- 低碳學習工作坊：早期結頭份以種植竹筍、稻米為主要經濟作物，並透過社區規畫師的規劃，做空間改善，將每年砍伐的大量廢棄老竹打碎，混和附近居民的家庭廚餘，置於廚餘機一起發酵三個月，形成有機環保的培養土；雨水回收系統、太陽能發電設備、生態環保廁所、阿嬤ㄟ灶腳等環保設備、運用循環經濟的概念、大量減少碳足跡，達到低碳環保維護生態環境。[10]

## 外部連結
- 結頭份社區發展協會Jie tou fen